# Cesária Évora
Cesária Évora (27. srpna 1941, Mindelo, Kapverdy – 17. prosince 2011, Mindelo) byla kapverdská zpěvačka, přezdívaná Bosonohá Diva, protože na jevišti vystupovala vždy bosá. Je považována za Královnu morny (The Queen of Morna).

## Život a dílo
Évora se narodila v malém městě Mindelo na jednom z deseti kapverdských ostrovů São Vicente. K hudbě ji přivedl její otec, který se živil hrou na housle. Když ji bylo sedm let, otec zemřel, v deseti letech byla umístěna do sirotčince, protože její matka nezvládla vychovávat všech šest dětí. Zpívat se naučila ve sboru sirotčince.
V šestnácti letech ji přítel naučil umění interpretace morna a coladeira stylu hudby a přesvědčil ji, aby zpívala v místních barech. V šedesátých letech začala zpívat na portugalské výletní lodi, která se zastavila v městě Mindelo a také v místním rozhlase. Problémy v osobním životě a alkohol ji později vedly k tomu, že se stáhla do soukromí. Krizi překonala v roce 1985, kdy přijala pozvání kapverdského zpěváka Bana, a odjela koncertovat do Portugalska. V Lisabonu ji pak objevil v roce 1987 hudebník José da Silva a pozval ji nahrávat do Paříže, kde založil v roce 1988 společnost Lustafrica, zaměřenou hlavně na žánr morna. Stal se jejím producentem i přítelem.
Mezinárodního úspěchu Évora dosáhla v roce 1988, kdy vydala své první hudební album Bosonohá Diva (La Diva Aux Pieds Nus), nahráno bylo ve Francii. V roce 1990 měla svůj první pařížský koncert "New Morning". Dalším úspěchem bylo album z roku 1992 Slečna Perfumado (Miss Perfumado), jehož celosvětový prodej dosáhl 300 000 kopií.
V roce 1994 Cesária Évora podepsala smlouvu s vydavatelstvím BMG, které vydalo kompilaci jejích největších hitů pod názvem "Sodade – Les Plus Belles Mornas de Cesária“. Další album z roku 1995 "Cesaria", mělo opět mezinárodní úspěch a přineslo ji první nominaci na Grammy Award. Poté zpěvačka absolvovala své první americké turné a následující rok více než 100 koncertů v Evropě, Asii, Africe a Americe.
V roce 1997 vyhrála KORA All African Music Awards ve třech kategoriích: Best Artist of West Africa, Best Album a Merit of the Jury. Absolvovala turné, které zakončila řadou koncertů ve Francii, a hostovala koncertem v Olympii. V roce 2004 získalo její album "Voz d'Amor" Grammy Award v kategorii World music.
V roce 2010 Évora koncertovala po celém světě, poslední koncert byl v Lisabonu 8. května. Dva dny poté ji postihl druhý srdeční infarkt (první měla v roce 2008), byla operována v pařížské nemocnici. Koncem září 2011 její agent José da Silva informoval, že Évora končí svou hudební kariéru kvůli závažným zdravotním potížím.
Dne 17. prosince 2011 ve věku 70 let Évora zemřela v Hospital Baptista de Sousa na São Vicente. Španělské noviny informovaly, že ještě 48 hodin před smrtí přijímala návštěvy ve svém domě, vždy otevřeném pro přátele a stále kouřila. V ulicích Mindela podle agentury AFP tisíce lidí prolévaly slzy a zpívaly sborově její písně. Pohřeb proběhl 20. prosince 2011. Rakev se zpěvaččinými ostatky doprovázela do budovy radnice třicetičlenná čestná stráž kapverdské armády. Byly vyhlášeny dva dny národního smutku. Oficiálního smutečního obřadu v areálu radnice se zúčastnili i nejvyšší političtí představitelé souostroví. Prezident Jorge Carlos Fonseca ji nazval „jedním z největších kulturních odkazů Kapverd“. Premiér Jose Maria Neves ji vzdal hold slovy: „neocenitelný příspěvek k velikosti našeho národa a naše chlouba“. Obřadu se účastnil i zpěvák Mário Lúcio Sousa, který byl zesnulé přítelem.
Évora měla jednoho syna a jednu dceru, každé dítě s jiným otcem, detaily z jejího života však nejsou známy.

## Hudební styl morna
Cesária Évora je nejznámější interpretkou hudebního stylu morna. Zpívá se kapverdskou kreolštinou a je doprovázen klarinetem, houslemi, kytarou a cavaquinho (nástroj původně z Portugalska, malá kytara). Kapverdy byly v době jejího dospívání portugalskou kolonií a měly rozsáhlou hudební scénu, která začínající zpěvačku inspirovala. Tradiční styl hudby morna a coleadeira jsou považovány za "národní blues", které se dědí z generace na generaci od předků, kteří žili v otroctví až do 18. století. Jméno morna je inspirováno anglickým slovesem truchlit. Bratranec jejího otce Francisco Xavier da Cruz, známý pod jménem B. Leza, výrazně ovlivnil kapverdskou hudbu a v padesátých letech naučil umění morny známého zpěváka Bana i Évoru. Cruz skončil paralyzován na invalidním vozíku.

## Řekli o Cesárii Évoře
- Chudoba a alkohol bylo to, co nejlépe znala Cesária a její písničky se stále točí kolem témat věčného utrpení, melancholie a exilu.
- Láska k rumu a cigaretám – část jejího vystoupení zahrnovala oddechové přestávky na jevišti, kdy kouřila a popíjela, zatímco skupina hrála instrumentální sklady – spolu se seriózním přístupem k publiku i tisku ji pomohly zajistit impozantní reputaci. Její chování antidivy nebylo předstírané. Když se ji ptali, zda na ni udělalo dojem vystupování v koncertních halách největších měst světa, Évora pokrčila rameny a odpověděla, že kdyby Kapverdy měly přístup ke stejným prostředkům, také by měly taková místa.
- Évořin hlas – hedvábný, unavený, ohebný a nikdy okázalý, plný jejího neobvyklého charakteru, zůstává neodolatelný.[5]

## Évora v Praze
Cesária Évora vystoupila 4. dubna 2005 v Praze ve velkém sále Lucerny se svou sedmičlennou skupinou. Vystupovala jako obvykle bosky. Jejím koncertem vyvrcholil druhý ročník přehlídky zpěvaček a kapel nazvaný Mezinárodní víkend žen.

## Duety
- Cesária Évora a Caetano Veloso
- Cesária Évora a Adriano Celentano – píseň Quel Casinha
- Cesária Évora a Salif Keita – píseň Yamore
- Cesária Évora a Bonga – píseň Solado
- Cesária Évora a Teofilo Chantre – píseň Quem pode
- Césaria Évora a Bonnie Raitt – píseň Crepusular Solidao (album São Vicente di Longe – 2001)

## Písně ve filmu
Goran Bregovic požádal Césarii Évoru, aby nahrála píseň Ausencia sur la B.O. do filmu Emira Kusturici Underground.

## Následovníci
- Teofilo Chantre
- Fantcha
- Tcheka[8]
- Lura

## Vyznamenání a ocenění
- Cena Victoire de la Musique, Francie – získala jako nejlepší zpěvačka etnické hudby za rok 2000 (album Café Atlantico)

### Státní vyznamenání
- velkokříž Řádu prince Jindřicha – Portugalsko, 31. května 1999[9]
- rytíř Řádu čestné legie – Francie, 9. února 2009 – předala za reprezentaci hudby stylu morna francouzská ministryně kultury Christine Albanel[10]

## Diskografie
Studiová alba
- La Diva Aux Pieds Nus (1988)
- Distino di Belita (1990)
- Mar Azul (1991)
- Miss Perfumado (1992)
- Cesária (1995)
- Cabo Verde (1997)
- Café Atlantico (1999)
- São Vicente di Longe (2001)
- Voz d'Amor (2003)
- Rogamar (2006)
- Nha Sentimento (2009)

Kompilace a živá alba
- Sodade - Les Plus Belles Mornas de Cesária (Best of compilation, 1994)
- Club Sodade (Remix album, 1996)
- Live à l'Olympia (Živé album, nahráno v Olympii, 1996)
- Colors of the World (Allegro Music, 1997)
- Live Lugano July 1997 (Živé album, nahráno v Luganu, 1997)
- Best Of' (Best of compilation, 1998)[11]
- Anthology (Best of compilation, 2002)
- Anthologie - Mornas & Coladeras (Double CD edition of Anthology, 2004)
- Live d'Amor (Živé DVD, nahráno 2004 v Le Grand Rex,Paříž, 2004)
- Un Geste Pour Haiti"